# Entedon danielssoni
Entedon danielssoni är en stekelart som beskrevs av Alex Gumovsky 1997. Entedon danielssoni ingår i släktet Entedon och familjen finglanssteklar. Inga underarter finns listade i Catalogue of Life.